# 1076
Cette page concerne l'année 1076  du calendrier julien. Pour l'année 1076 av. J.-C., voir 1076 av. J.-C.
L'année 1076 est une année bissextile qui commence un vendredi.

## Événements
- 9 mars : en Inde, le prince Châlukya Vikramaditya VI (en) abolit l’ère shaka et établit l’ère Chalukya-vikrama[1]. Vikramaditya VI se rebelle contre son frère Someshvara II (en) et prend le pouvoir, rejetant la domination Chola. Il établit sa puissance sur le centre du continent et se proclame empereur du Karnataka, avec sa capitale à Kalyani (en)[2].
- Juin - juillet : le Turkmène Atsiz, vassal des Seldjoukides prend la ville de Damas aux Fatimides[3].
- Prise et pillage de la capitale du Ghâna, Koumbi Saleh, dépôt de sel et d’or, par le chef almoravide Abu Bahr et affaiblissement du royaume[4]. Les Soninkés sont convertis de force à l’islam et payent un tribut. Un chef Sarakolé échappé de Ghâna fonde plus au sud le royaume de Sosso. Il fonde la dynastie des Diarisso qui y règne jusqu’en 1180[5]. Au Sénégal, la dynastie soninké des Manna des Niakhaté profite de la chute de Koumbi pour se rendre indépendante au Diara[6].

### Europe
- 24 janvier : synode de Worms à propos de la succession archiépiscopale de Milan, qui dépose le pape Grégoire VII[7]. Début de la Querelle des Investitures.
- 14 - 22 février : synode du Latran. Le pape excommunie et dépose l'empereur romain germanique Henri IV, ce qui déclenche la rébellion de ses vassaux, libérés de leur serment de fidélité[8].
- 26 février : assassinat à Flardingue du duc Godefroid III le Bossu, duc de Basse-Lotharingie. L'empereur désigne son fils Conrad pour lui succéder, au détriment de Godefroy de Bouillon qui obtient le marquisat d’Anvers[9]. Début du morcellement de la Basse-Lotharingie entre les « dynasties » locales.
- 18 avril : après la mort de sa mère Béatrice, la comtesse Mathilde règne seule sur la Toscane[10].
- 4 juin : Sanche IV de Navarre, qui luttait contre le roi de Castille est assassiné. Son royaume est usurpé par le roi d’Aragon Sanche Ier qui prend le nom de Sanche V de Navarre[11]. Début de l'union de la Navarre et de l'Aragon (fin en 1134).
- 8 juin : Dirk V de Hollande, avec l'aide de son parent Robert le Frison, bat l'évêque d'Utrecht Conrad à Ysselmonde. L'évêque, fait prisonnier, renonce aux territoires contestés. Dirk règne sur le comté de Hollande, protégé par comte de Flandre, jusqu'en 1091[12].
- 29 juin : réconciliation de Robert le Frison avec l'empereur Henri IV à la diète de Mayence, en présence du roi des Francs Philippe Ier. Robert reçoit probablement l'investiture de la Flandre impériale. Selon l'hypothèse de Léon Vanderkindere, le Pays de Waes passe de la mouvance du royaume de France à celle de l'empire, tandis que la Zélande est placé sous la tutelle du comté de Flandre (fin en 1253)[13].

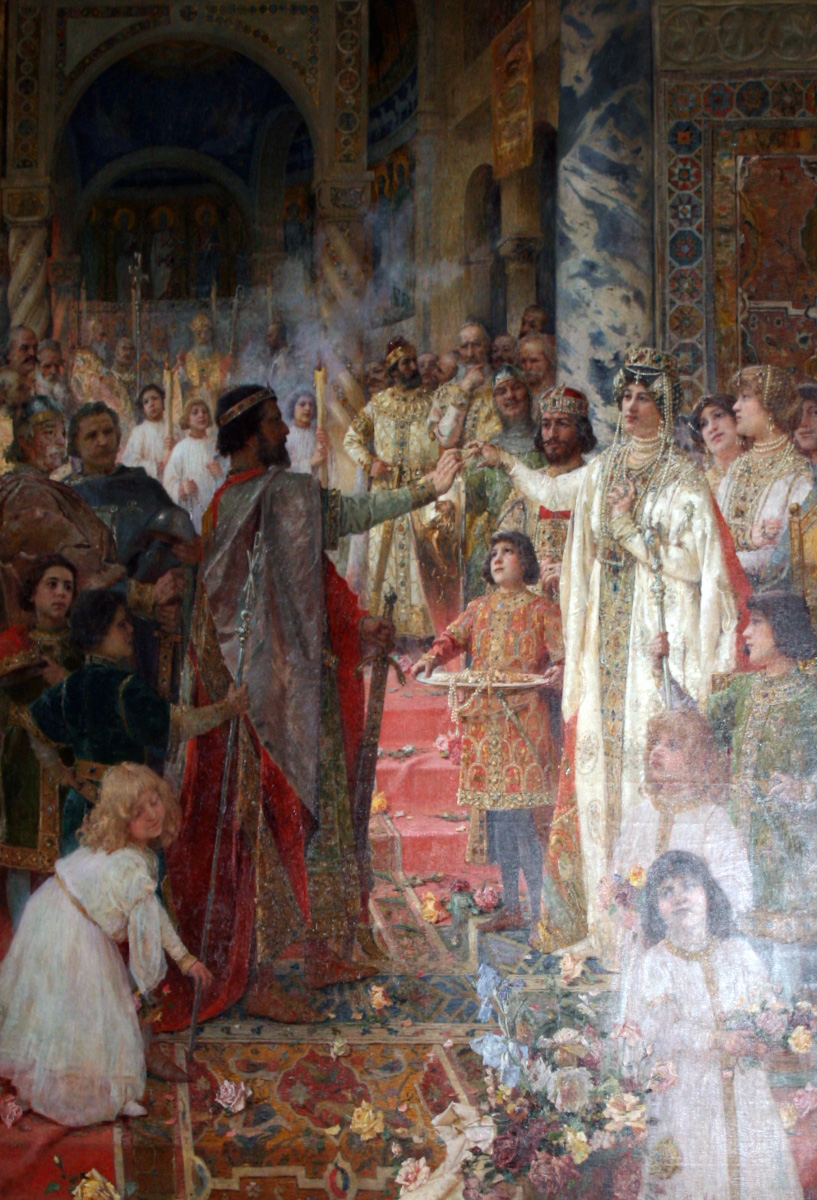
9 octobre : engagement de Dmitar Zvonimir vis-à-vis du pape. Toile de Celestin Medović

- 9 octobre : Dimitrie Zvonimir, qui a épousé la sœur du roi Géza Ier de Hongrie, Hélène de Hongrie, est sacré roi de Croatie et de Dalmatie par le légat du pape dans la cathédrale de Salone (fin de règne en 1098)[14].
- 14 octobre[15] : Philippe Ier, roi des Francs, défait Guillaume le Conquérant à Dol-de-Bretagne. Le siège de la ville, commencé en septembre, est levé[16].
- 1er novembre : début d'un hiver très rigoureux en France et l'Angleterre et en Europe centrale (fin en avril 1075)[17].
- 17 novembre : Fuero (droit) concédé à la municipalité (concejo) de Sepúlveda, inaugurant le repeuplement de la vieille Castille[18].
- 13 décembre : Robert Guiscard s'empare de Salerne. Le dernier prince lombard, Gisolf II, résiste dans la citadelle jusqu'en mai 1077[19].
- 25 décembre : Boleslas II le Généreux se fait couronner roi de Pologne le jour de Noël par l’archevêque Bogumil, en présence de deux légats pontificaux. Il réorganise l’Église de Pologne autour de l’archevêché de Gniezno et transfère sa capitale à Cracovie[20]. Il soutient Grégoire VII contre l’empereur lors de la Querelle des Investitures, qui lui confirme la couronne royale, ce qui libère la Pologne de toute vassalité à l’égard de l’empereur.
- 27 décembre : la mort de Sviatoslav (fils de Iaroslav le Sage) permet le retour d’Iziaslav Ier à Kiev (15 juillet 1077)[21].
- Hiver 1076-1077 particulièrement rigoureux[22].

- L’empereur Henri IV inféode la Haute-Lusace (Bautzen et Görlitz) à Vratislav II, duc de Bohême[23].
- Jean II Prodrome devient métropolite de Kiev (fin en 1086)[24]. Il renforce les cadres de l’Église russe.